# Pfarrkirche Pischelsdorf am Engelbach

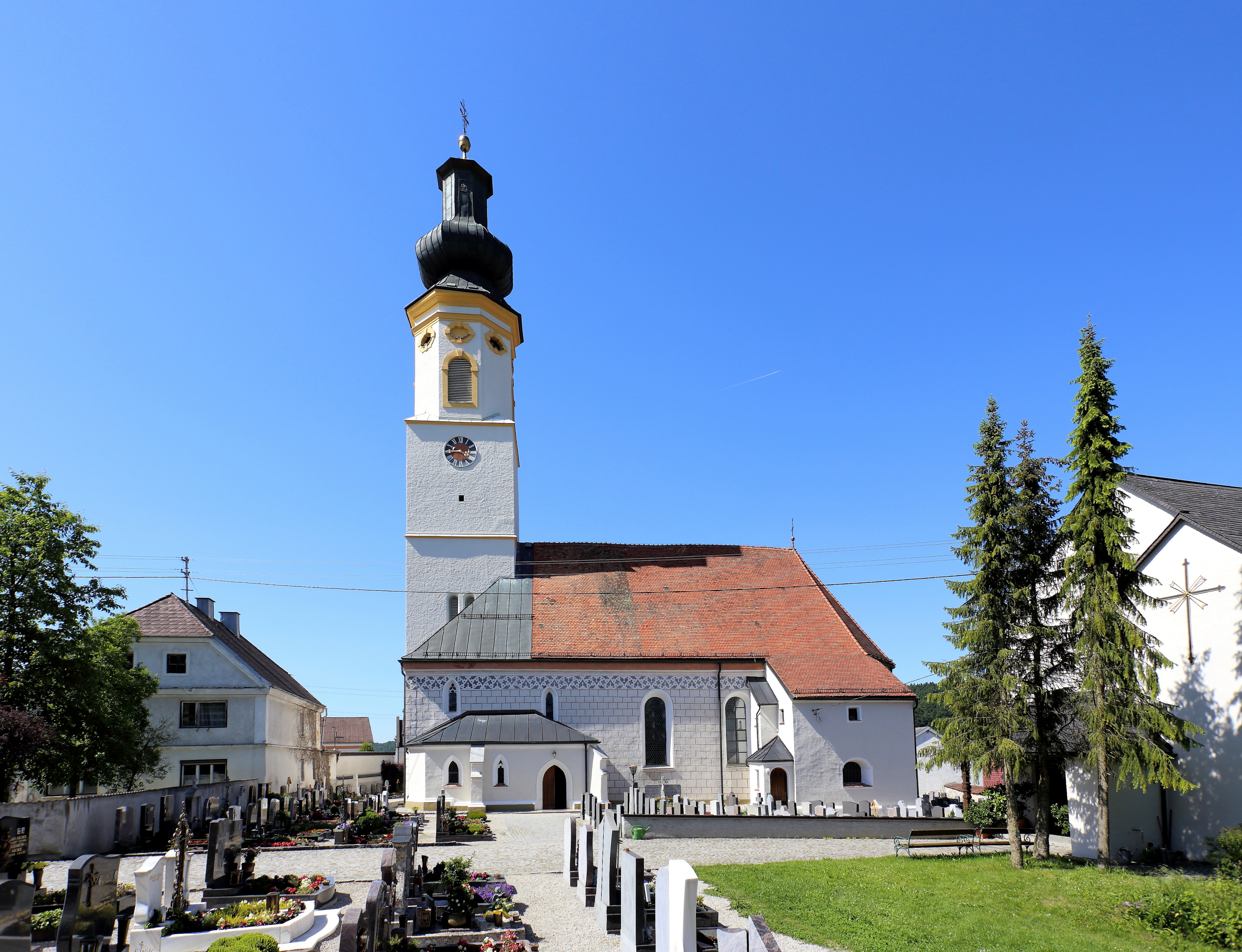
Kath. Pfarrkirche Mariä Himmelfahrt in Pischelsdorf am Engelbach

Die römisch-katholische Pfarrkirche Pischelsdorf steht in der Gemeinde Pischelsdorf am Engelbach im Bezirk Braunau am Inn in Oberösterreich. Die auf das Fest Mariä Himmelfahrt geweihte Kirche gehört zum Dekanat Mattighofen in der Diözese Linz. Die Kirche und der Friedhof stehen unter Denkmalschutz. Zur Pfarre gehört auch die Wallfahrtskirche Hart.

## Geschichte
Eine Kirche wurde um 1125 urkundlich genannt. Der Turm mit der nördlich daran anschließenden Sakristei ist teilweise noch romanisch/frühgotisch, möglicherweise 12./frühes 13. Jahrhundert. Das Langhaus und der Chor entstanden ab 1392 vermutlich unter einem Baumeister aus dem Umfeld des Hans von Burghausen. Der 1419 geweihte Chor ist der älteste Hallenumgangschor in Altbayern und liegt zeitlich noch vor demjenigen der Heilig-Geist-Kirche in Landshut. Aus diesem Bauabschnitt stammen auch die sogenannte Arme-Seelen-Kapelle und die Aufstockung der alten Sakristei. Danach wurde in der zweiten Hälfte des 15. Jahrhunderts noch die Sakristei erbaut. Ein barockes Glockengeschoß des Turms wurde 1739 erbaut.
Am 30. Juli 1837 zerstörte ein Brand großteils die ursprüngliche Einrichtung. im Jahr 1859 wurde die Kirche nach einer Neuausstattung neu geweiht. Restaurierungen wurden in den Jahren 1973–1975 sowie im Innern 1984 vorgenommen, der Turm wurde 2010 restauriert.

## Architektur

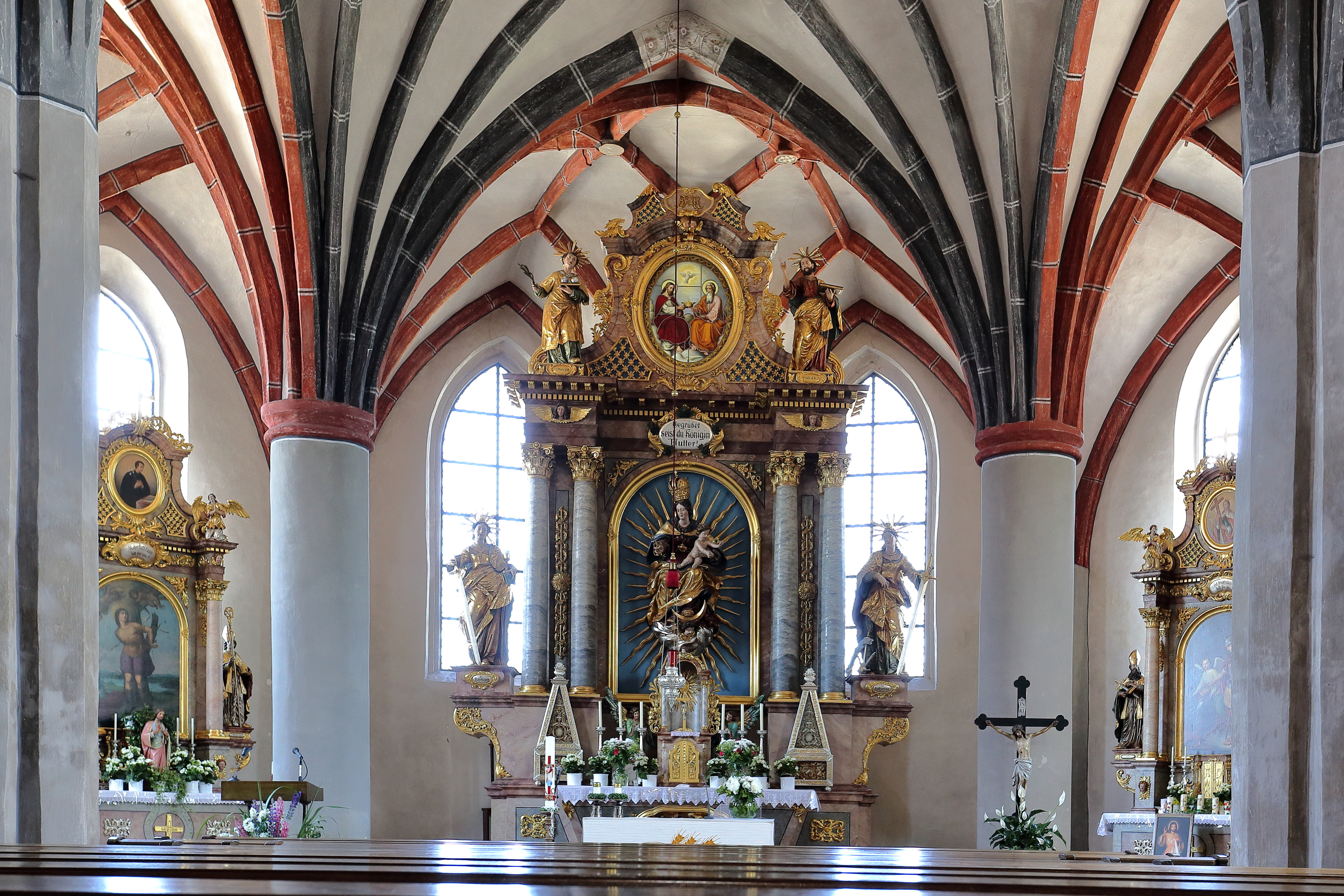
Blick in den Chorraum

Die spätgotische, dreischiffige Hallenkirche hat im Mittelschiff ein Sternrippengewölbe und in den Seitenschiffen Kreuzrippengewölbe. Die an sich kleine Kirche mit lediglich einem zweijochigen Langhaus hat eine innere Länge von 25,4 Meter und eine innere Breite von 16,8 Meter und ist vergleichsweise niedrig. Der mit dem Mittelschiff gleich breite einjochige Chor schließt mit einem Vierzehntelschluss. Der netz- und sternrippengewölbte Chorumgang hat die gleiche Breite wie die Seitenschiffe. Während es sich beim Pfeilerpaar des Chores um Rundpfeiler handelt, sind die des Schiffes kreuzförmig mit abgefasten Vorlagen an allen vier Seiten.
In der südlichen Portalvorhalle führt ein bemerkenswertes spätgotisches Portal in die Kirche, dessen Gewände durch das später erbaute Gewölbe überschnitten wird. Die Halle enthält mehrere Fragmente von Grabdenkmälern aus Rotmarmor.
Die nördliche, neugotische Portalvorhalle enthält innen ein spätgotisches Portal wie auf der Südseite; sie zeigt außerdem ein Kriegerdenkmal aus dem Jahr 1922. In der Armen-Seelen-Kapelle sind beachtenswerte bauzeitliche Wandmalereien erhalten. Die Sakristei wird von einem Tonnengewölbe mit Stichkappen abgeschlossen.
Dem Westturm wurden eine barocke Glockenstube und ein Zwiebelhelm aufgesetzt.

## Ausstattung
Unter Verwendung älterer Bestandteile wurde nach dem Brand 1837 die Ausstattung der Kirche in der Mitte des 19. Jahrhunderts in neubarockem Stil erneuert. Der Hochaltar und die Seitenaltäre entstanden unter Verwendung älterer Teile 1850/1851 und wurden von dem Salzburger Tischler Johann Peschke gefertigt. Die Seitenaltarbilder (hl. Sebastian, hl. Florian) sind aus dem Jahr 1851 und Werke des Salzburger Malers Sebastian Stief. Zahlreiche Grabdenkmäler bestehen hauptsächlich aus rotem Marmor. Mehrere Einzelfiguren des 18. und 19. Jahrhunderts ergänzen die Ausstattung. Unter der Empore und im Turmerdgeschoß sind außerdem mehrere Grabmale des 15. und 16. Jahrhunderts erhalten. Die Kanzel wurde um 1850/51 geschaffen; die Orgel befindet sich in einem etwa gleichzeitigen barockisierenden Gehäuse.
Eine Glocke aus dem Jahr 1838 wurde von Stefan Anton Gugg geschaffen und ist mit Reliefs verziert.